# (4109) Anokhin
(4109) Anokhin ist ein Hauptgürtelasteroid, der am 17. Juli 1969 von Bella Burnaschewa vom Krim-Observatorium aus entdeckt wurde.
Der Asteroid wurde nach dem sowjetischen Testpiloten Sergei Nikolajewitsch Anochin (1910–1986) benannt.